# Damernas lagtävling i värja vid olympiska sommarspelen 1996
Damernas lagtävling i värja i de olympiska fäktningstävlingarna 1996 i Atlanta avgjordes den 24 juli.

## Medaljörer
| Event      | Guld                                                          | Silver                                            | Brons                                                    |
| Värja, lag | Frankrike Laura Flessel Sophie Moresee-Pichot Valerie Barlois | Italien Laura Chiesa Elisa Uga Margherita Zalaffi | Ryssland Marija Mazina Julija Garajeva Karina Aznavurjan |

## Laguppställningar
| Kuba - Milagros Palma - Mirayda García - Tamara Esteri Estland - Heidi Rohi - Maarika Võsu - Oksana Yermakova Frankrike - Laura Flessel-Colovic - Sophie Moressée-Pichot - Valérie Barlois-Mevel-Leroux Tyskland - Claudia Bokel - Eva-Maria Ittner - Katja Nass | Ungern - Adrienn Hormay - Gyöngyi Szalay-Horváth - Tímea Nagy Italien - Elisa Uga - Laura Chiesa - Margherita Zalaffi Japan - Nanae Tanaka - Noriko Kubo - Yuko Arai | Ryssland - Karina Aznavurjan - Marija Mazina - Julija Garajeva Sydkorea - Kim Hui-Jeong - Go Jeong-Jeon - Lee Geum-Nam Schweiz - Gianna Hablützel-Bürki - Michèle Wolf - Sandra Kenel USA - Elaine Cheris - Leslie Marx - Nhi Lan Le |